# Nordstjärnans kontors- och hyreshus

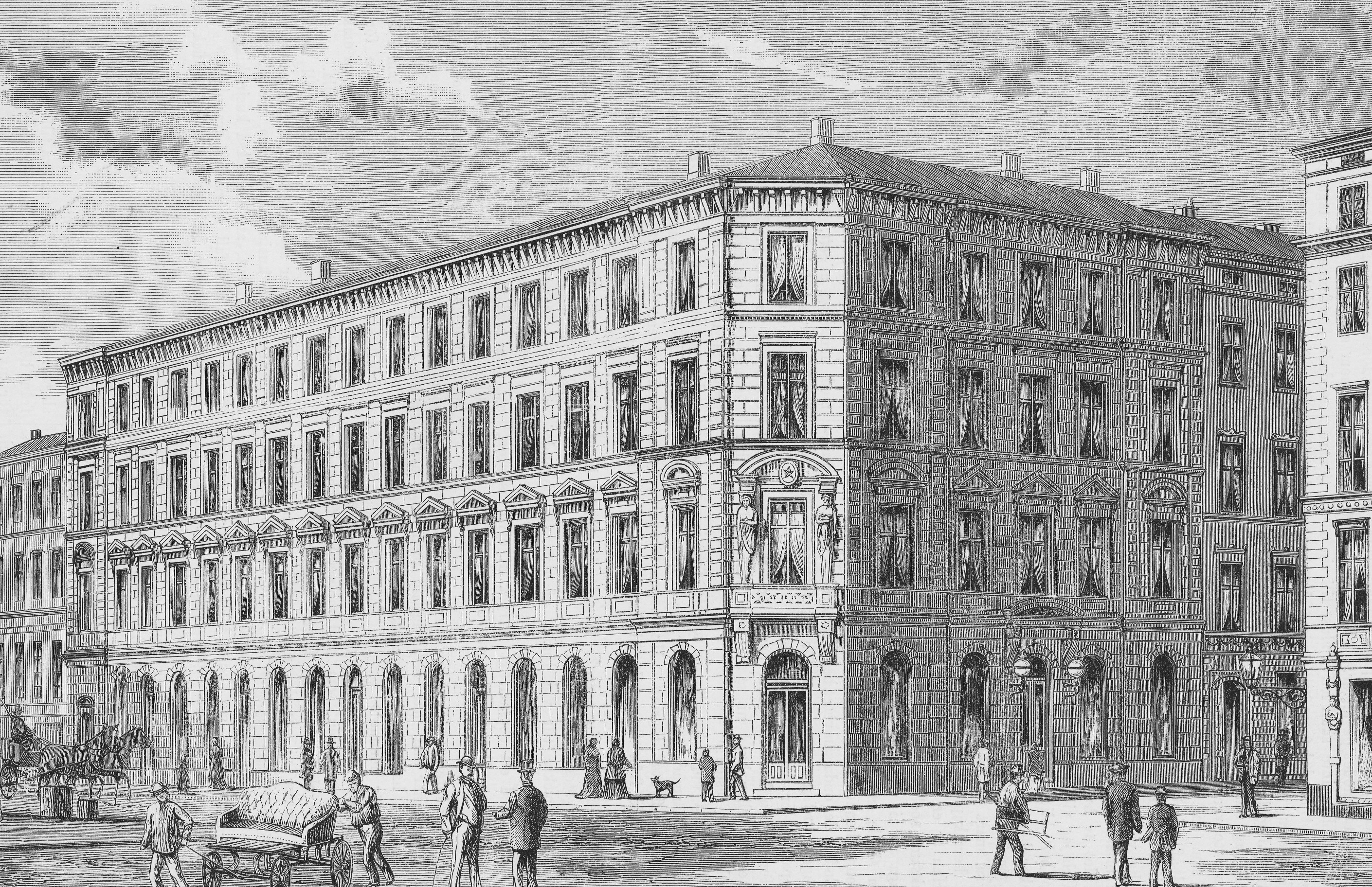
Lifförsäkringsaktiebolaget Nordstjernan, hörnet Fredsgatan / Drottninggatan, 1877.

Nordstjärnans kontors- och hyreshus är en byggnad i kvarteret Tigern vid hörnet av Drottninggatan 7 och Fredsgatan 8 i Stockholm. Fastigheten är grönmärkt av Stadsmuseet i Stockholm, vilket innebär att den anses vara ”särskilt värdefull från historisk, kulturhistorisk, miljömässig eller konstnärlig synpunkt”.

## Historik

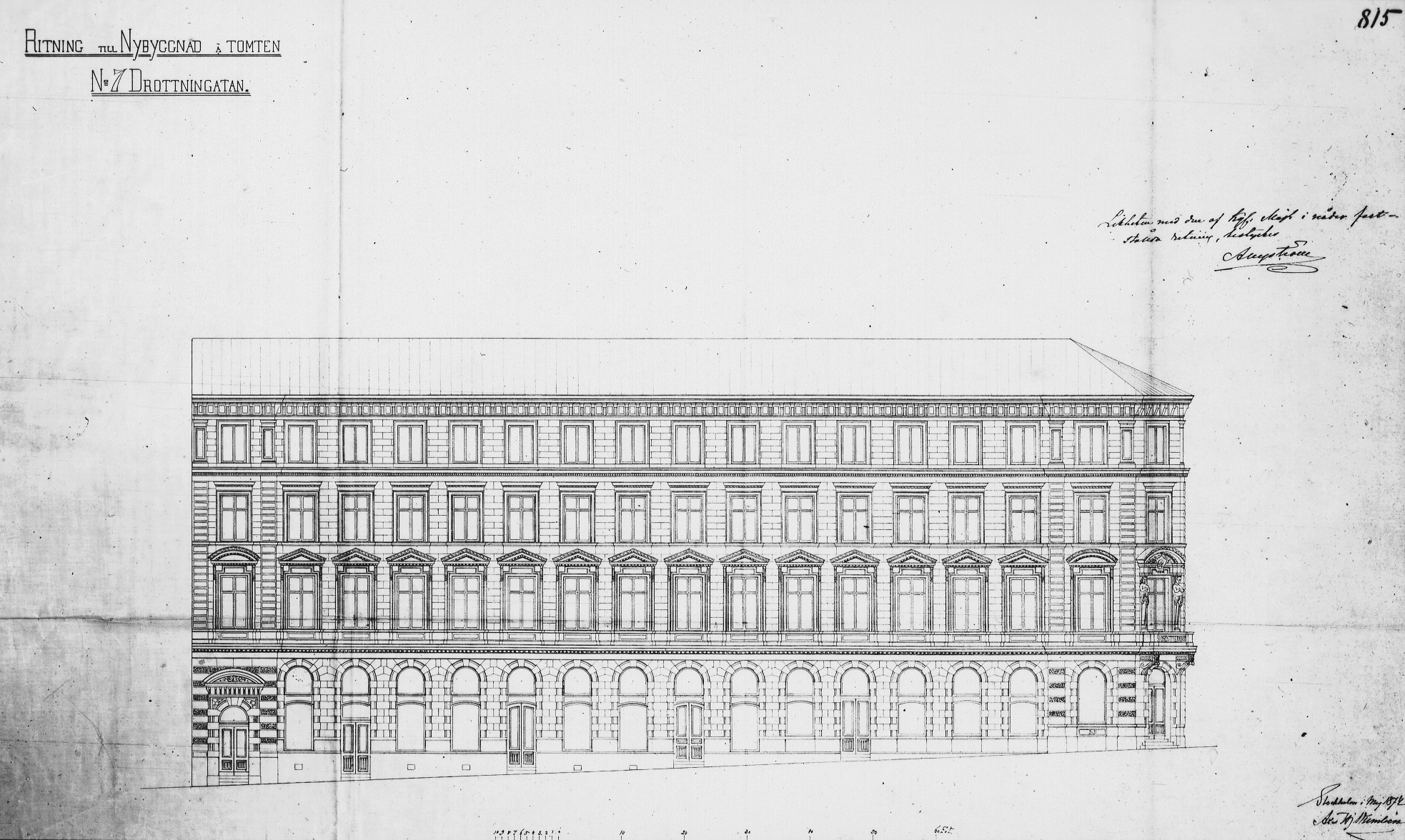
Fasadritning mot Fredsgatan, 1872.

Bolaget hade grundats av Otto Samson 1871 åren 1874–1876 lät man uppföra ett nytt huvudkontor efter Axel och Hjalmar Kumliens ritningar. Livförsäkrings AB Nordstjernan blev därmed det första försäkringsbolaget i landet som uppförde ett representativt hus för sitt kontor. Ursprungligen hade huset endast fem fönsteraxlar mot Drottninggatan, och det var denna del som användes som försäkringsbolagets kontor. Resten av huset innehöll till en början bostäder. Bröderna Kumlien hade ritat en fint artikulerad nyrenässansfasad. Det avskurna hörnet är karaktäristiskt för brödernas arkitektur men var också ett krav få 1874 års byggnadsstadga infördes. Man kan på hörnet se Nordstjärnans stjärnsymbol flankerad av två karyatider vilka utfördes av skulptören Frithiof Kjellberg.
Huset har under åren genomgått en rad ombyggnader. 1904–1906 byggdes en av Hagström & Ekman ritad förlängning av huset längs med Drottninggatan. Tillbyggnaden utfördes i modernare byggnadsteknik, men med samma fasadutformning. Bostäderna kom efter hand att ersättas av kontorslokaler och 1917–1919 genomfördes en större ombyggnad, då bland annat en bankhall uppfördes på gården. År 1936 ansvarade Ivar Tengbom för förändring av butiksfasaden. Då hela kvarteret byggdes om 1978–1982 revs allt utom fasaden mot Fredsgatan. Under ombyggnaden rasade även halva fasaden mot Drottninggatan. Nya replikfasader uppfördes och innanför skalet skapades en ny byggnad med moderna kontorslokaler.
Byggnaden förvaltas idag av Statens fastighetsverk och inhyser förutom butiker lokaler för Regeringskansliet.

## Bilder

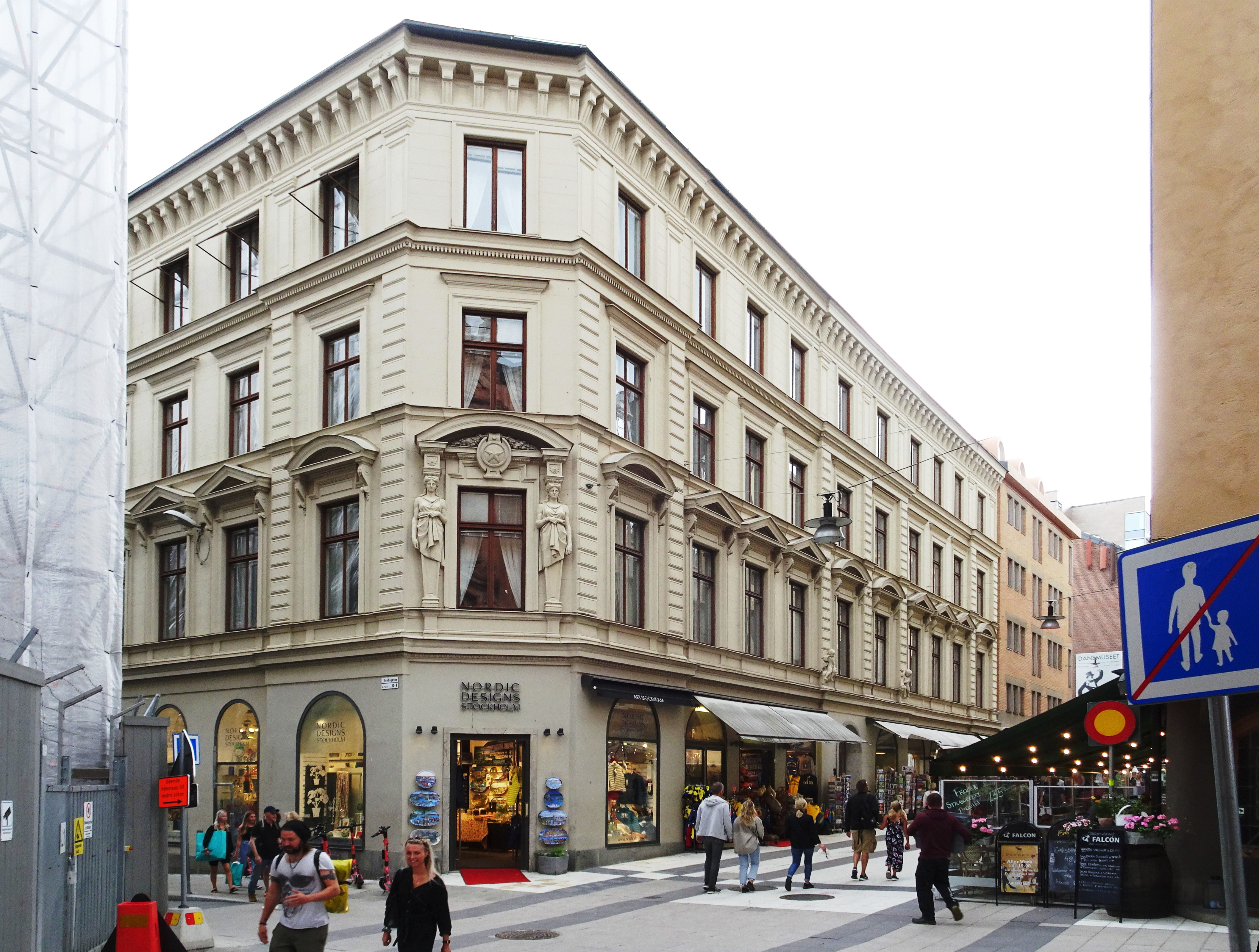
Fasaden mot Drottninggatan.
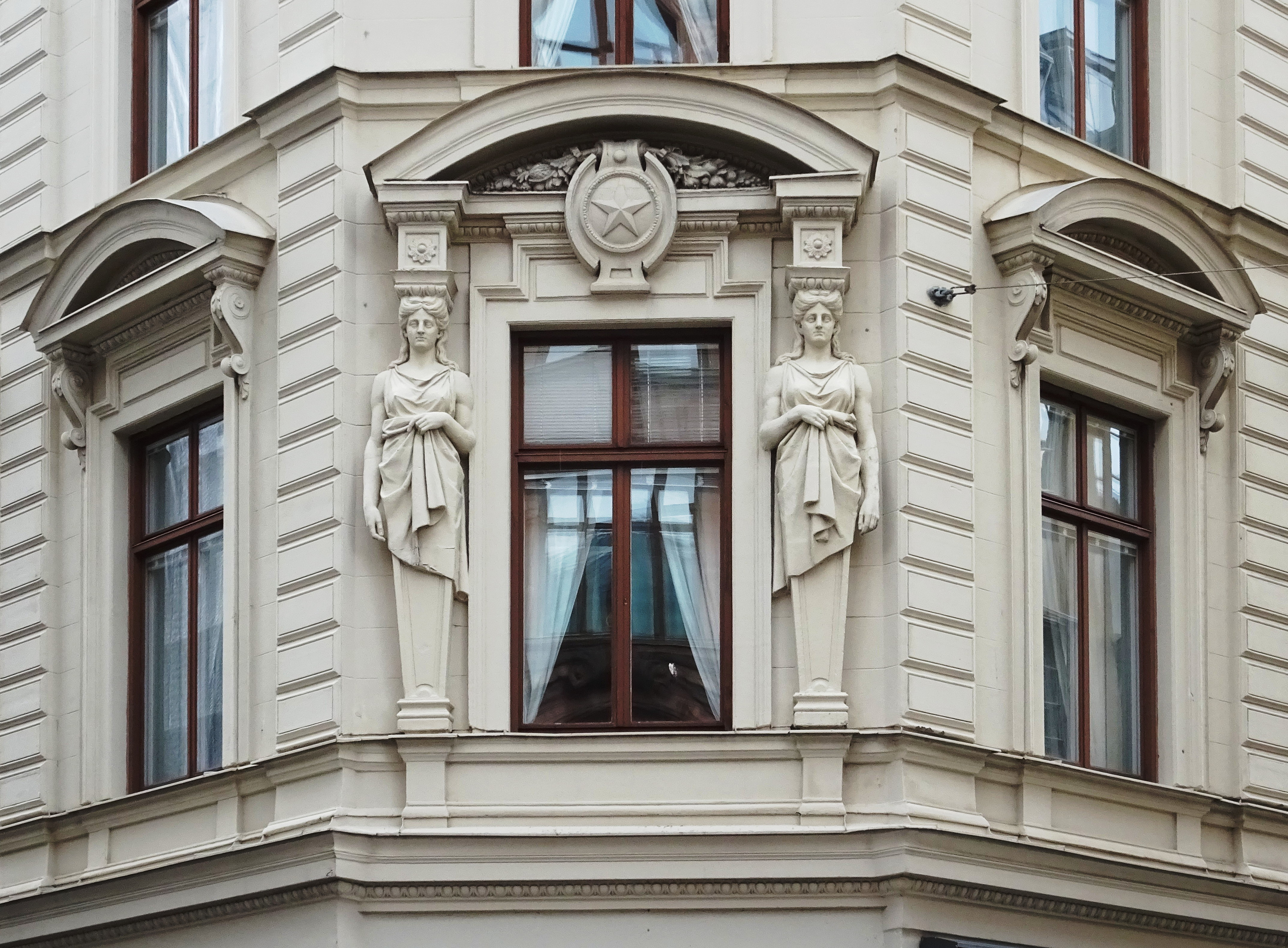
Frithiof Kjellberg fasadutsmyckning med två karyatider och Nordstjernan högst upp.
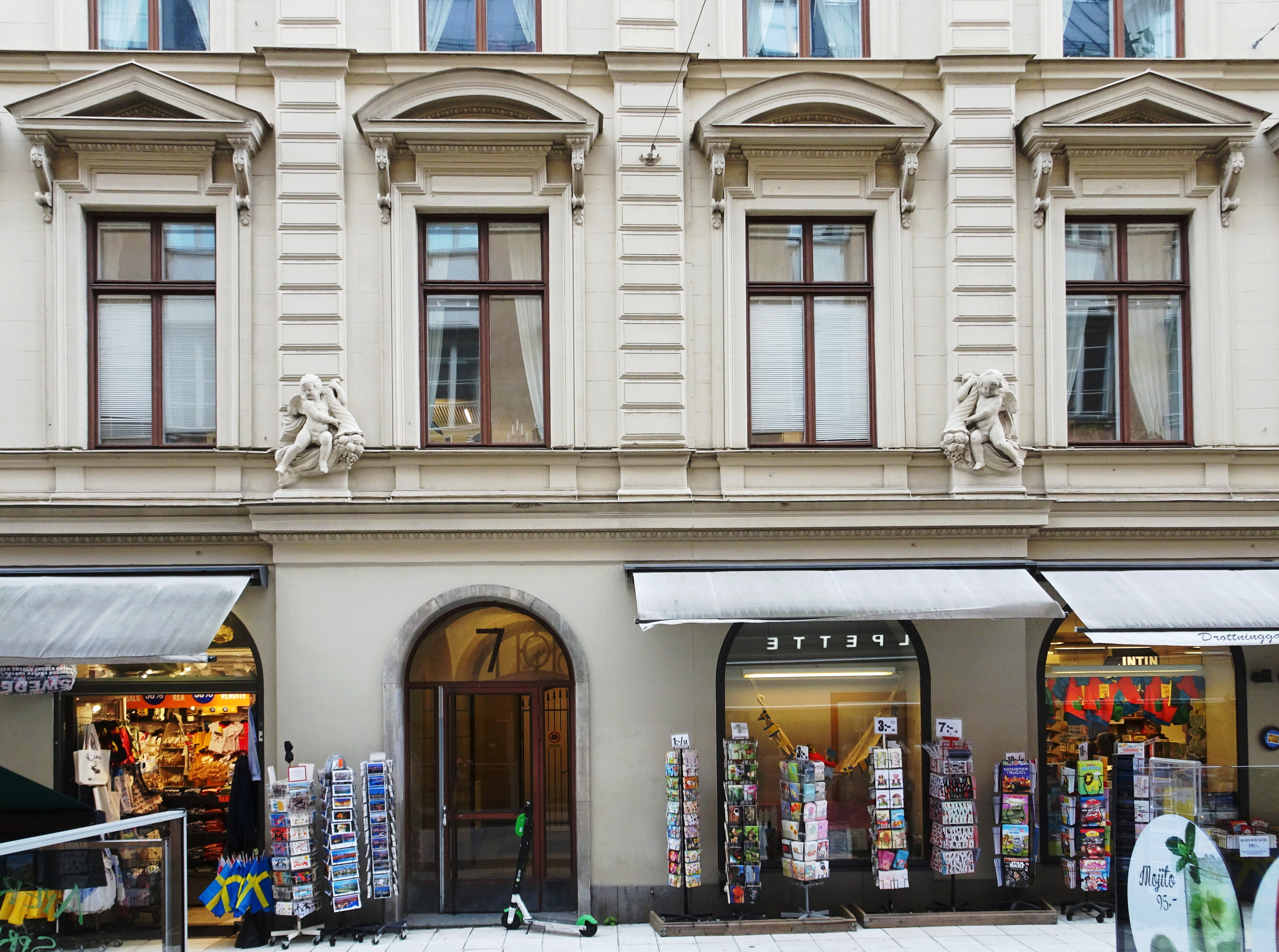
Fasad, Drottninggatan 7.
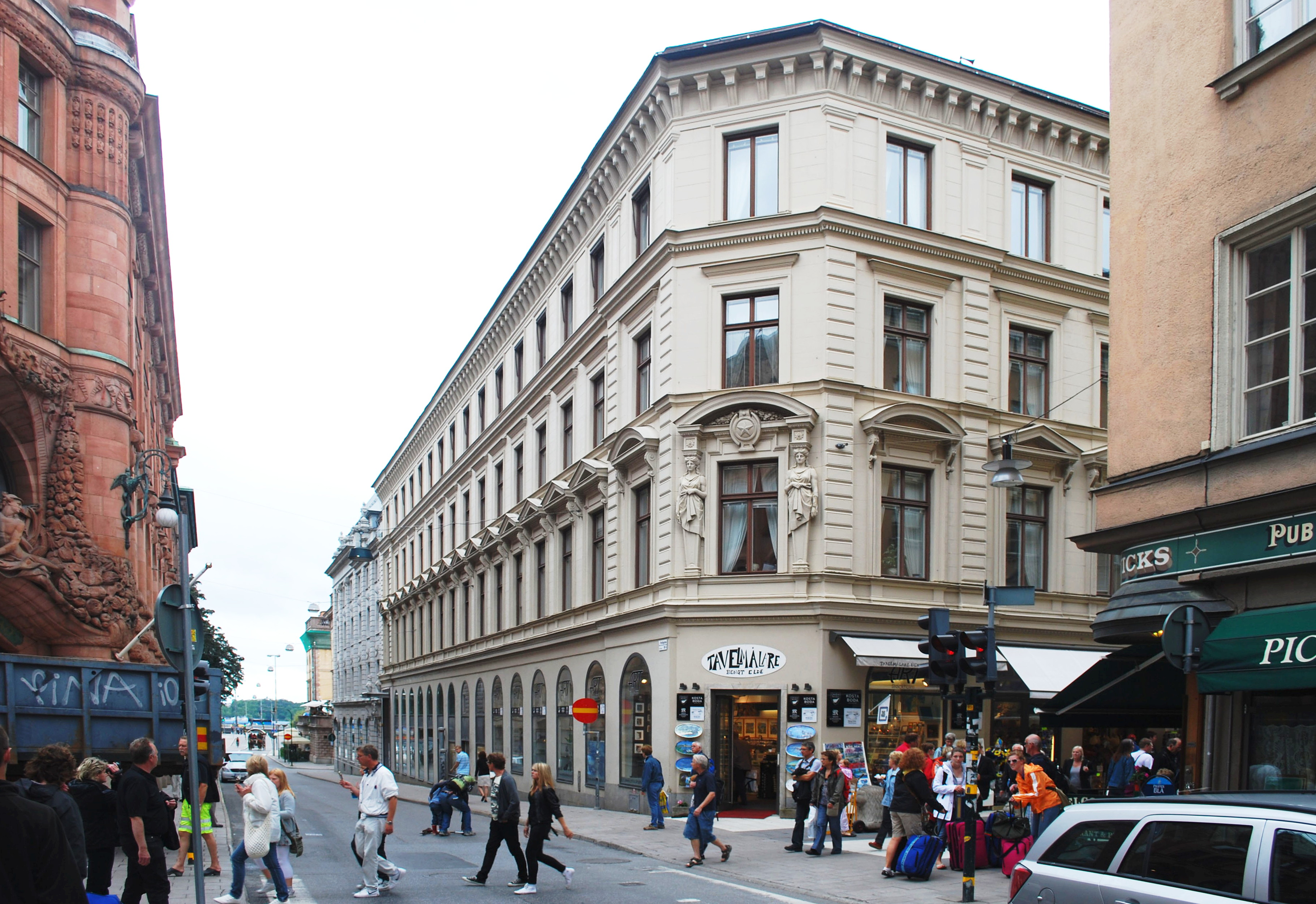
Byggnaden sedd från Fredsgatan.